# Jamie McGuire
Jamie McGuire (Tulsa, 6 novembre 1978) è una scrittrice statunitense, nota per aver scritto il bestseller internazionale Uno splendido disastro (Beautiful Disaster).
È stata il primo autore indipendente nella storia a raggiungere un accordo di stampa a livello nazionale con un grande rivenditore, la Walmart.

## Biografia
Jamie McGuire nasce il 6 novembre 1978 a Tulsa in Oklahoma. Frequenta il Nothern Oklahoma College, l'University of Central Oklahoma e l'Autry Technology Center dove si laurea in radiografia. Ha dichiarato di aver iniziato a scrivere dopo la sua festa di compleanno, in terza elementare, quando le è stato regalato il suo primo diario; una volta completato quello, si è fatta comprare dalla madre un raccoglitore con anelli, usato come diario, che ha riempito con fogli e scritto tutti i giorni.
A novembre 2010 auto-pubblica il suo primissimo romanzo, Providence, e a seguire auto-pubblica nel 2011 e nel 2012, rispettivamente, Requiem e Eden creando così la trilogia Providence, basata sulla vita di una ragazza, Nina Grey, che dopo la morte del padre si trova al centro di una guerra tra l'inferno e la Terra.
A maggio 2011 auto-pubblica il romanzo Beautiful Disaster (Uno splendido disastro); romanzo che renderà celebre la scrittrice. A giugno 2012 invia il suo romanzo in lettura ad alcune importanti case editrici e improvvisamente ottenne numerose risposte. Quattro case editrici si sono contese il romanzo e ad aggiudicarselo è stata Atria Books, una delle case editrici più influenti negli Stati Uniti. A fine luglio 2012 Beautiful Disaster genera attenzione anche in Europa; in Italia la Garzanti acquisisce i diritti esclusivi. Il romanzo esce negli Stati Uniti il 14 agosto 2012 e diventa subito un fenomeno del passaparola. Dopo appena tre giorni entra nella top ten della classifica del New York Times. Nell'ottobre dello stesso anno i diritti del romanzo sono stati venduti a venticinque paesi in tutto il mondo. Nel dicembre 2012 la Warner Bros., la più importante casa di produzione statunitense, ha acquistato i diritti per una trasposizione cinematografica. A febbraio 2013 Beautiful Disaster arriva nelle librerie italiane, con il titolo Uno splendido disastro, e da allora è una presenza costante nelle classifiche dei bestseller.
A febbraio 2012, la scrittrice pubblica sul suo sito ufficiale un breve racconto inedito, per ingannare l'attesa dell'uscita del secondo romanzo della serie. Il racconto intitolato, Mrs. Maddox: A beautiful short story (Mrs Maddox: Uno splendido racconto), parla della vita coniugale della coppia protagonista del romanzo Uno splendido disastro. Ad aprile 2013 il successo continua con l'uscita del secondo romanzo della serie, Walking Disaster (Il mio disastro sei tu) e nel dicembre dello stesso anno esce il terzo romanzo della serie, A Beautiful Wedding (Un disastro è per sempre). Nel 2014 Beautiful Disaster risulta aver venduto oltre 1 milione di copie. Il 10 agosto del 2015 Jamie McGuire auto-pubblica il quarto romanzo della serie, Somethings Beautiful (L'amore è un disastro).
Dopo il notevole successo della serie, Beautiful, la scrittrice crea una nuova serie, Maddox Brother, formata da quattro romanzi incentrati sulle vite dei quattro fratelli di Travis, uno dei due protagonisti della serie precedente. Il primo romanzo, Beautiful Oblivion (Uno splendido sbaglio) viene pubblicato da Atria Books il 1º luglio 2014; il secondo romanzo, Beautiful Redemption (Un indimenticabile disastro), il terzo, Beautiful Sacrifice, e il quarto, Beautiful Burn, vengono auto-pubblicati rispettivamente a gennaio e maggio 2015, e gennaio 2016. Ad oggi Beautiful Disaster è stato tradotto in più di cinquanta lingue in tutto il mondo, inoltre ha ottenuto una nomination come miglior narrativa per giovani adulti per i Goodreads Choice Award 2011. Jamie McGuire pubblica su Wattpad un sequel inedito di Uno splendido disastro, intitolato Endlessly Beautiful (Infinitamente Bello), tradotto in: inglese, francese, italiano, ungherese, spagnolo, ceco e portoghese. Il sequel è tuttora in corso. La scrittrice ha dichiarato che il sequel è stato creato solo per divertimento, e quindi qualcosa può non coincidere con quanto scritto nel romanzo.
La scrittrice sempre per Atria Books pubblica il 1º ottobre 2013, Red Hill. Questo romanzo, sullo sfondo di un mondo apocalittico, racconta la storia di tre persone comuni che devono affrontare circostanze straordinarie mentre i loro destini improvvisamente si intrecciano. Il 31 ottobre 2014 Jamie McGuire auto-pubblica un racconto, Among Monsters, basato sulla storia del romanzo precedente.
A maggio 2014 Jamie McGuire arriva per la prima volta in Italia, in occasione del Salone Internazionale del Libro di Torino.
Nel 2014 scrive e auto-pubblica una nuova serie, Happenstance, divisa in tre parti. La prima parte viene pubblicata a maggio 2014, la seconda a settembre dello stesso anno, mentre la terza ed ultima parte viene pubblicata a febbraio 2015. Questa trilogia ha come protagonisti due studenti, Erin e Weston, e racconta la loro storia d'amore.
A maggio 2015 Jamie McGuire torna in Italia per un nuovo tour con tre tappe; Milano, Bergamo e Torino, dove presenta la sua nuova miniserie, Happenstance.
A novembre 2015 torna nuovamente in Italia per presentare il suo romanzo Un indimenticabile disastro.
Jamie McGuire scrive anche romanzi singoli: Apolonia, auto-pubblicato il 6 ottobre 2014, ha come protagonista una ragazza, Rory Riordan, che per vari motivi non si fida più di nessuno; Sins of the Innocent, auto-pubblicato il 28 giugno 2014; Sweet Nothing, romanzo auto-pubblicato e scritto a quattro mani con Tamara Mummert, è un romanzo in edizione limitata dal 1 novembre 2015 al 31 gennaio 2016.
Il 12 maggio 2016 arriva nelle librerie italiane il suo ultimo romanzo della serie Beautiful intitolato L'amore è un disastro e pubblicato da Garzanti.
Jamie McGuire vive a Steamboat Springs, in Colorado, con il marito Jeff e i loro tre figli.

## Opere

### TrilogiaProvidence
1. Providence, auto-pubblicato, novembre 2010 (inedito in lingua italiana)
2. Requiem, auto-pubblicato, 10 giugno 2011 (inedito in lingua italiana)
3. Eden, auto-pubblicato, 3 aprile 2012 (inedito in lingua italiana)
  - Sins of the Innocent, auto-pubblicato, 28 giugno 2015 (inedito in lingua italiana), equivale al racconto 3.5
  - Sins of the Immortal, auto-pubblicato, 29 gennaio 2021 (inedito in lingua italiana), equivale al racconto 3.6

### Serie Beautiful
1. Uno splendido disastro, Garzanti, 28 febbraio 2013 (prima pubblicazione: Beautiful Disaster, auto-pubblicato, 26 maggio 2011; Seconda pubblicazione: Beautiful Disaster, Atria Books, 14 agosto 2014)
  - Infinitamente bello (Endlessly Beautiful), equivale al racconto 1.3 (pubblicato inizialmente su Wattpad dall'autrice)
  - Mrs. Maddox - Uno splendido racconto (Mrs. Maddox), equivale al racconto 1.5
2. Il mio disastro sei tu, Garzanti, 17 ottobre 2013 (prima pubblicazione: Walking Disaster, Atria Books, 2 aprile 2013)
  - Un disastro è per sempre, Garzanti, 24 aprile 2014 (prima pubblicazione: A Beautiful Wedding, Atria Books, 10 dicembre 2013), equivale al racconto 2.5
3. Ancora un disastro, Garzanti, 26 settembre 2023 (prima pubblicazione: Almost Beautiful, auto-pubblicato, 6 settembre 2022)

### Serie Maddox Brothers
1. Uno splendido sbaglio, Garzanti, 6 novembre 2014 (prima pubblicazione: Beautiful Oblivion, Atria Books, 1 luglio 2014)
2. Un indimenticabile disastro, Garzanti, 5 novembre 2015 (prima pubblicazione: Beautiful Redemption, auto-pubblicato, 25 gennaio 2015)
3. Il disastro siamo noi, Garzanti, 04 Novembre 2016 (prima pubblicazione: Beautiful Sacrifice, auto-pubblicato, 31 maggio 2015)
4. Un disastro perfetto, Garzanti, 18 Aprile 2017 (prima pubblicazione: Beautiful Burn, auto-pubblicato, 31 gennaio 2016)
  - L'amore è un disastro, Garzanti, 12 maggio 2016 (prima pubblicazione: Something Beautiful, auto-pubblicato, 18 agosto 2015), equivale al racconto 4.5
5. L'ultimo disastro, Garzanti, 26 ottobre 2017 (prima pubblicazione: A Beautiful Funeral)
6. Beyond Oblivion, auto-pubblicato, 21 marzo 2025 (inedito in lingua italiana)

### Serie di romanziHappenstance
1. Una meravigliosa bugia, Garzanti, 7 maggio 2015 (prima pubblicazione: Part one, auto-pubblicato, 9 maggio 2014)
2. Un magnifico equivoco, Garzanti, 21 maggio 2015 (prima pubblicazione: Part two, auto-pubblicato, 8 settembre 2014)
3. Un'incredibile follia, Garzanti, 4 giugno 2015 (prima pubblicazione: Part three, auto-pubblicato, 2 febbraio 2015)

### Red Hill
1. Red Hill, Atria Books, 1 ottobre 2013 (inedito in lingua italiana)
2. Among Monsters, auto-pubblicato, 31 ottobre 2014 (inedito in lingua italiana)

### Serie Crash and Burn
1. Sei il mio danno, Garzanti, 25 ottobre 2018 (From Here to You, 21 agosto 2018)
2. Sei il mio inganno, Garzanti, 7 novembre 2019 (The Edge of Us, 11 giugno 2019)
3. The Art of Dying, auto-pubblicato, 18 luglio 2023 (inedito in lingua italiana)

### Opere singole
- Apolonia, auto-pubblicato, 6 ottobre 2014 (inedito in lingua italiana)
- Sweet Nothing, auto-pubblicato, scritto con Teresa Mummert, edizione limitata dal 1 novembre 2015 al 31 gennaio 2016 (inedito in lingua italiana)
- Il primo istante con te, Garzanti, 21 marzo 2019 (All the little lights, 29 maggio 2018)